# Großblütiger Frauenschuh
Der Großblütige Frauenschuh (Cypripedium macranthos) ist eine Pflanzenart aus der Gattung Cypripedium in der Familie der Orchideen (Orchidaceae).

## Merkmale
Der Großblütige Frauenschuh ist eine ausdauernde Pflanze mit einem kurzen, dicken Rhizom, die Wuchshöhen von 25 bis 40 Zentimeter, seltener nur 15 oder bis 50 Zentimeter erreicht. Der kahle oder nur wenig behaarte Stängel trägt drei bis vier Blätter. Diese sind oval, zugespitzt, 10 bis 15 × 6 bis 8 Zentimeter groß. Die Blüten stehen einzeln, selten zwei pro Pflanze. Der Fruchtknoten ist kahl oder zerstreut behaart. Die Hochblätter messen 7 bis 14 × 3 bis 3,5 Zentimeter. Blütenstiel und Fruchtknoten sind 3 bis 4,5 Zentimeter lang. Das obere äußere Perigonblatt misst 3,2 bis 5,3 × 2 bis 3,4 Zentimeter. Das untere äußere Perigonblatt misst 2,8 bis 4 × 1,4 bis 2 Zentimeter und ist am Rand kahl. Die Perigonblätter sind purpur oder rosa gefärbt, mit dunkleren Nerven. Selten sind sie auch weiß oder cremefarben. Die Lippe ist 3 bis 5,5 Zentimeter lang, mit einer 1,5 Zentimeter großen Öffnung. Das Staminodium ist länglich-oval.
Blütezeit ist von Mai bis Juli.
Die Chromosomenzahl beträgt 2n = 20, selten 22.

## Vorkommen
Der Großblütige Frauenschuh kommt im gemäßigten Osteuropa, Sibirien, dem fernöstlichen Russland, Korea, Japan und Taiwan in Wiesen, Gebüschen, in Wäldern an feuchten Standorten in lichtem Schatten und an Flussufern in Höhenlagen bis 2400 Meter vor. Er wächst in humusreichen, nicht staunassen Böden. Das Gesamt-Verbreitungsgebiet reicht vom östlichen Weißrussland bis Japan. In Europa kommt die Art nur in Belarus und in Russland vor.

## Taxonomie
Der Großblütige Frauenschuh wurde 1800 von Olof Swartz in Kongl. Vetenskaps Academiens Nya Handlingar Band 21, Seite 251 als Cypripedium macranthos erstveröffentlicht.

## Nutzung
Der Großblütige Frauenschuh wird selten als Zierpflanze für Gehölzgruppen und Gefäße genutzt. Die Art ist seit spätestens 1829 in Kultur.